# Glyphodes apiospila
Glyphodes apiospila is een vlinder uit de familie van de grasmotten (Crambidae), uit de onderfamilie van de Spilomelinae. De wetenschappelijke naam van deze soort is voor het eerst voorgesteld als Margaronia apiospila door Alfred Jefferis Turner in een publicatie uit 1922.
De soort komt voor in Australië (Queensland en New South Wales).